# Agence de l'outre-mer pour la mobilité
Pour les articles homonymes, voir ANT.
L'Agence de l'outre-mer pour la mobilité (LADOM) est un établissement public français chargé d'accompagner les migrations des résidents de l'outre-mer français cherchant une qualification ou une insertion professionnelle ailleurs. Il participe également par des aides financières à la « continuité territoriale ».

## Histoire
En 1963, le Bureau pour le développement des migrations dans les départements d'outre-mer (Bumidom) est créé. Sa politique migratoire est de plus en plus souvent comparée, à la fin des années 1970, à une véritable déportation, notamment à La Réunion.
À la suite de l'arrivée de la Gauche au pouvoir, ce bureau est remplacé en 1982 par une société d'Etat, dénommée Agence nationale pour l'insertion et la promotion des travailleurs d'outre-mer (ANT). Les actions de la nouvelle structure étaient orientées dans trois directions :
- l'émigration des Ultramarins ne doit plus être subordonnée à la volonté politique ;
- l'insertion professionnelle des migrants doit désormais être prise en compte ;
- le retour éventuel de certains migrants dans leur territoire d'origine doit être accompagné.

L'ANT passe de nombreuses conventions avec les institutions concernées par l'émigration des Ultramarins, désormais appelée « mobilité ». C'est par exemple le cas avec l'Agence nationale pour la formation professionnelle des adultes (AFPA) ou la région Réunion, compétente dans le domaine de la formation professionnelle depuis la décentralisation.
En 2006, les statuts de l'ANT ont été modifiées et l'agence est renommée Agence de l'outre-mer pour la mobilité (LADOM). En 2009, ses missions sont élargies à la continuité territoriale. Un Passeport mobilité a également été créé, dont la vocation est de ne pas pénaliser par leur éloignement géographique les demandeurs d'emploi de plus de 18 ans.
Enfin, le statut juridique de LADOM est modifié en profondeur à compter du 1er janvier 2016. La loi  le transforme en établissement public administratif, dont le statut a été fixé par décret.

### À la Réunion
Les actions de formation sont désormais beaucoup plus diversifiées. Elles dispensent un niveau de qualification bien meilleur qu'à l'époque du BUMIDOM. En contrepartie, le nombre des bénéficiaires s'est considérablement réduit. Ainsi, si 2 930 personnes quittent la Réunion par le biais d'organismes accompagnateurs en 1982, elles ne sont plus que 540 l'année suivante. Les retours sont encouragés.
En 1986, la nouvelle majorité de droite tente toutefois de relancer l'émigration et de freiner les retours au pays. Elle estime qu'ils ne servent pas l'économie locale paralysée par le chômage endémique. Elle procède notamment à la fusion partielle du CNARM au sein de l'ANT à la Réunion. Mais le retour de la gauche aux affaires en 1988 change à nouveau la donne. L'accent est de nouveau mis sur l'insertion. Cependant, les crédits accordés à l'ANT sont considérablement amputés. Il faudra attendre les événements du Chaudron survenus à Saint-Denis de La Réunion en 1991 pour que la politique migratoire redevienne ambitieuse.
Cela n'empêche pas la fermeture des centres d'accueil de Béziers, Lille, Nancy et Nantes dès 1992. Par ailleurs, en 1993, le changement de majorité après les élections législatives, conduit de toute façon à un nouveau désengagement financier de l'État. Ce n'est que récemment[évasif] que le budget de l'institution est reparti à la hausse.